# هانس ويلهلم ألت
هانس ويلهلم ألت (بالألمانية: Hans Wilhelm Alt)‏ هو رياضياتي ألماني، ولد في 1945 في هيلدن في ألمانيا.